# Yu-Gi-Oh! (anime)
Yu-Gi-Oh! (遊☆戯☆王 Yūgiō?) es el título de la primera serie del anime basada en el manga Yu-Gi-Oh!, conocida también por fans como Yu-Gi-Oh! El Juego de las Sombras (Yu-Gi-Oh, The Game of Shadows) o Yu-Gi-Oh! temporada cero. Fue emitida por TV Asahi.
Está ligada a la serie y secuela Yu-Gi-Oh! Duel Monsters (conocida internacionalmente como Yu-Gi-Oh!), creada por Nihon Ad Systems y emitida en TV Tokyo. Ambas series de anime se basan en el mismo manga. Mientras que la versión de NAS basa su historia en el volumen 8 del manga en adelante, y se centra en el juego de cartas coleccionables Duel Monsters, este anime es una adaptación de los primeros volúmenes, contando los orígenes del Rompecabezas del Milenio/Puzzle Milenario de Yugi y los Juegos de la Oscuridad que él juega.
La serie se emitió en TV Asahi desde el 4 de abril de 1998 hasta el 10 de octubre del mismo año por un plazo de 27 episodios. Fue producida por Toei Animation.
La trama del manga fue reescrita para que pudiese durar un episodio completo por Juego de la Oscuridad. Además, el nivel de violencia se redujo entre el manga y el anime. Finalmente, un personaje secundario en el manga, Miho Nosaka, se convirtió en un personaje principal en la primera serie junto con Yūgi Mutō, Katsuya Jōnouchi, Anzu Mazaki y Hiroto Honda. Los personajes se modificaron ligeramente. Por ejemplo, Miho es una "lenta" en el anime, mientras que en el manga ella es una estudiante y tímida bibliotecaria.
Nuevos personajes y tramas, como los cuatro maestros del juego, se añadieron, y hay más apariciones de Seto Kaiba y de los Monstruos de Duelo (Magic y Wizards en el manga original en japonés) que en el manga correspondiente, y, en algunos casos puntos de la trama los elementos fueron tomados de volumen de 8 en adelante del manga, por ejemplo, ventajas de campo como se ve en el Reino de los Duelistas y la hermana de Jonouchi, Shizuka Kawai, que se introdujo más tarde en el manga. A diferencia de la segunda serie, Duel Monsters no es el único foco de la serie. Los últimos episodios de la serie se centran en la batalla entre Yami Yugi y Yami Bakura.
Esta serie tuvo diferentes actores de voz y diferentes diseños de personaje de la segunda serie (por ejemplo, el cabello de Seto Kaiba es de color verde en el anime de Toei). La serie no ha sido licenciada para ningún lanzamiento.
La película de 1999 utiliza los personajes de esta serie de anime.

## Sinopsis
La serie trata sobre un joven tímido llamado Yugi Muto, que ama todo tipo de juegos, pero es frecuentemente molestado por sus compañeros de clase. Un día, resuelve un rompecabezas antiguo conocido como el "Rompecabezas del Milenio"/"Puzzle Milenario", despertando un alter ego con una personalidad arriesgada, vengativa y segura de sí misma. Ahora, cada vez que Yugi o uno de sus amigos corre peligro de gente con oscuridad en su corazón, el "otro" Yugi se muestra y los reta a un "juego de las sombras" que revela la verdadera naturaleza del corazón de alguien. Los perdedores son sujetos a un castigo oscuro conocido como "partida de penalización", ya sean cartas, juegos de mesa, o de rol. Estará dispuesto a tomar los desafíos de quien sea, donde sea.

## Desarrollo
A diferencia de "Yu-Gi-Oh! Duel Monsters", esta serie posee un tono más "oscuro". Aquí Yami Yugi es un antihéroe, dispuesto a castigar a sus enemigos de formas más brutales, debido a que está basado en la personalidad que posee en los primeros siete volúmenes del manga. A pesar de esto, este anime fue rebajado comparado con el manga original. También es notable la presencia de un quinto personaje principal, Miho Nosaka, que no está presente en el manga original ni en la serie "Duel Monsters".
Solo se produjeron 27 episodios de una sola temporada a mano de Toei Animation. También se produjo un especial de media hora enfocado en el juego de cartas "Magic & Wizards" (más tarde conocido como Duel Monsters" debido a que para ese entonces, la serie ya estaba cambiando su enfoque debido al éxito del juego de cartas entre los lectores del manga. Posteriormente, la licencia del manga fue orotgada a Studio Gallop, quienes terminarian produciendo "Yu-Gi-Oh! Duel Monsters" que fue un éxito mundial.

## Personajes

### Protagonistas
Yūgi Mutō (Yugi Moto) Seiyū: Megumi Ogata.
El protagonista de la serie, un chico tímido al que le gusta jugar. Un día, resuelve el Rompecabezas del Milenio/Puzzle Milenario, en el que habita un espíritu conocido como Yami Yug). Cada vez que alguien maltrata cruelmente a sus amigos, este 'Otro Yugi" se hace cargo y los reta a un "Juego de la Oscuridad", que amenaza la vida de ambos jugadores para revelar la verdadera naturaleza de una persona. Para el perdedor del Juego de la Oscuridad, Yami Yugi los castiga con una penalización.
Katsuya Jōnouchi (Joseph "Joey" Wheeler) Seiyū: Toshiyuki Morikawa.
Amigo de Yugi. En un principio molestaba a Yugi a jugar siempre por sí mismo, pero después de que Yugi se arriesgase para protegerlo de un matón más grande, Jounochi se convierte en su amigo.
Hiroto Honda (Tristán Taylor) Seiyū: Ryōtarō Okiayu.
Amigo de Yugi y Jonouchi, es jefe del departamento de estética (o, simplemente, el portero). Él está enamorado de Miho Nosaka, pero nunca parece ganar su corazón.
Anzu Mazaki (Téa Gardner) Seiyū: Yumi Kakazu.
Amiga de Yugi y la mejor amiga de Miho. Después de ser salvada por Yami Yugi, se interesa en ese lado de Yugi y de vez en cuando se pone en peligro con el fin de hacerlo salir.
Miho Nosaka Seiyū: Yukana Nogami.
Miho es la mejor amiga de Anzu. Aunque Honda está enamorado de ella, parece que se siente atraída por Bakura. Ella es muy amable y cariñosa y siempre lucha por sus amigos.

### Antagonistas
Seto Kaiba Seiyū: Hikaru Midorikawa.
El presidente de Kaiba Corporation, una productora de juegos. Después del primer enfrentamiento con Yami Yugi en un Juego de la Oscuridad de Duel Monsters, en el que los monstruos emergieron de las cartas, Kaiba se inspiró para construir un sistema holográfico para reproducir esa sensación. Construye el parque temático mortal Death-T, para poner a prueba a Yugi y sus amigos. A diferencia de otras series en la que se representa, Seto se muestra con el pelo de color verde en esta adaptación.
Mokuba Kaiba Seiyū: Katsue Miwa.
El hermano menor de Seto, es un experto en el Ajedrez de Monstruos Encapsulados.
Ryo Bakura Seiyū: Tsutomu Kashiwakura.
Un estudiante de intercambio con un interés en los juegos de rol. Lleva el Anillo Milenario/la Sortija del Milenio, que también posee un espíritu oscuro (conocido como Yami Bakura), que tiene el poder para atrapar las almas de la gente en sus Juegos Oscuros.
Shadi Seiyū: Kaneto Shiozawa.
Un hombre egipcio que posee la Llave del Milenio, que utiliza para ingresar en la mente de la gente; y la Balanza del Milenio/Balanza Milenaria, que pesa el corazón y la maldad de una persona. Cuando se da cuenta de la posesión de Yugi del Rompecabezas del Milenio/Puzzle Milenario, Shadi pone a Yami Yugi a través de una serie de pruebas para ver si vale la pena ser el poseedor del Puzzle/Rompecabezas.

## Créditos
- Director: Hiroyuki Kakudou
- Creador Original: Kazuki Takahashi
- Animación: Aki Tsunaki, Hatsuki Tsuji, Hidekazu Shimamura, Hidetsugu Hirayama, Masahiro Hamamori, Masateru Kudo, Michiaki Sugimoto, Shinichi Sakuma, Takahiro Kagami, Toshiyashu Okada
- Diseño de Personajes: Michi Himeno, Shingo Araki
- Productor: Hidetaka Ikuta, Noriko Kobiyashi
- Efectos de Sonido: Takahisa Ishino